# Paweł Kisielow
Paweł Kisielow (ur. 21 lutego 1945 w Gorlicach) – polski profesor nauk biologicznych. Specjalizuje się w zagadnieniach z zakresu immunologii. Członek korespondent Polskiej Akademii Nauk od 2010 roku, jest również członkiem Polskiej Akademii Umiejętności. Pracownik Instytutu Immunologii i Terapii Doświadczalnej im. Ludwika Hirszfelda PAN.
Absolwent studiów biologicznych na Uniwersytecie im. Adama Mickiewicza w Poznaniu, doktoryzował się w 1971 roku. Tytuł profesora otrzymał w 1987. Odkrył między innymi, że limfocyty T są czynnościowo zróżnicowane na komórki cytotoksyczne (CD8) i regulatorowe (CD4).

## Nagrody i wyróżnienia
Uhonorowany m.in.:
- Indywidualną Nagrodą Sekretarza Naukowego PAN (1977),
- Nagrodą im. Alfreda Jurzykowskiego (1992),
- Europejską Nagrodą Naukową Koerbera (otrzymał ją w Hamburgu w 1997),
- Nagrodą Prezesa Rady Ministrów za wybitny dorobek naukowy (2003),
- godnością członka honorowego Polskiego Towarzystwa Immunologii Doświadczalnej i Klinicznej.